# 2e Kōkūtai
Le 2e Kōkūtai (第二航空隊, dai ni kōkūtai), devenu le 582e Kōkūtai (第五八二海軍航空隊, dai go hachi ni kaigun kōkūtai) en novembre 1942, est un groupe d'aviation du service aérien de la Marine impériale japonaise pendant la Seconde Guerre mondiale.

## Histoire

### 2eKōkūtai
Le 2e Kōkūtai est formé le 31 mai 1942 à Yokosuka et équipé de 16 bombardiers en piqué Aichi D3A ainsi que de 16 chasseurs Mitsubishi A6M . Initialement, le 2e Kōkūtai devait participer à des opérations contre les Nouvelles-Hébrides et la Nouvelle-Calédonie conjointement avec le 6e Kōkūtai (en). 

Le 29 juillet, l'unité embarque vers ces destinations sur le porte-avions d'escorte Un'yō.   Le 6 août, 15 A6M et 16 D3A gagnent cependant l'aérodrome de Lakunai (en), à Rabaul, où ils sont rattachés à la 8e flotte de la Marine impériale. Les A6M du 2e Kōkūtai sont des modèles 32, une variante caractérisée par une vitesse maximale accrue, au prix un rayon d'action réduit . En conséquence, ils sont incapables de faire l’aller-retour de Rabaul à Guadalcanal pour participer à la bataille en cours,. 

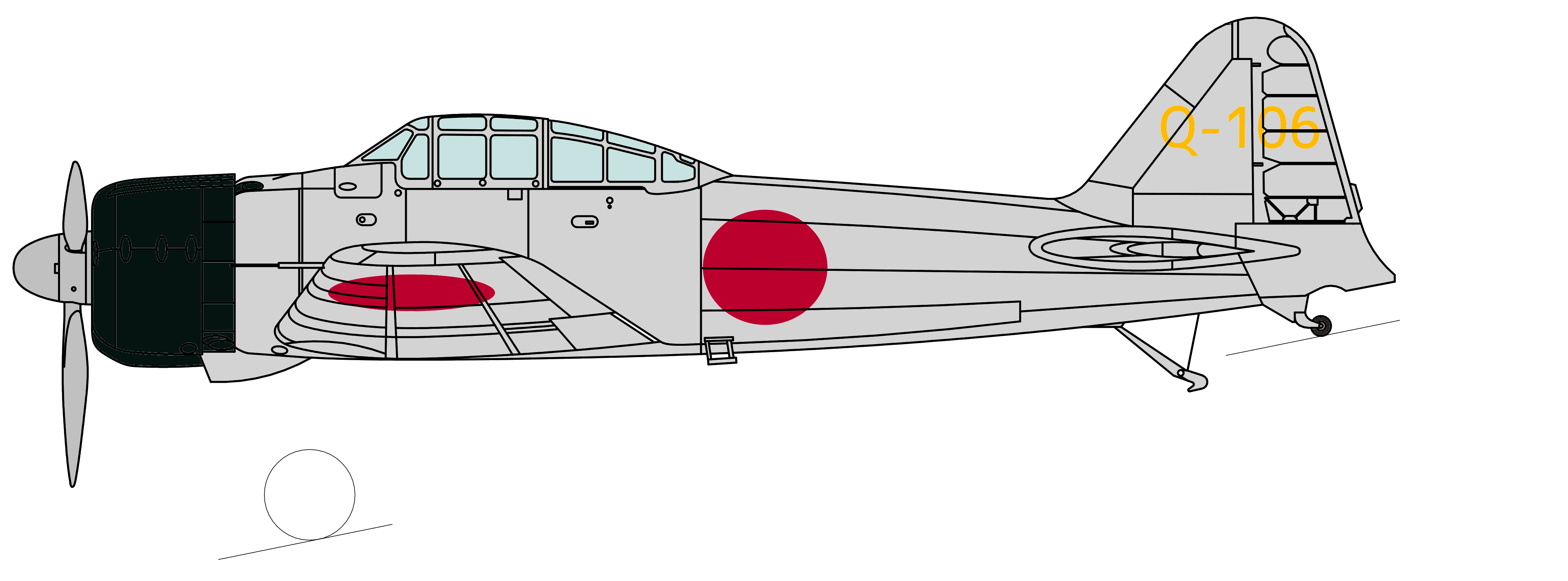
Mitsubishi A6M du 2e Kōkūtai, reconnaissable à son code de queue commençant par la lettre Q, utilisé par l'unité entre juin et octobre 1942.

Le groupe est donc cantonné à des opérations au-dessus de l'est de la Nouvelle-Guinée, pour lesquelles il se déplace à Buna. De là, il attaque des cibles dans la baie de Milne le 24 août. Au cours du combat, les pilotes japonais abattent sept Bell P-39 américains, sans subir de pertes dans leurs rangs. Des missions offensives et défensives sont menées jusqu'au 8 septembre, date à laquelle l'unité est lancée dans la bataille de Guadalcanal, après un déplacement sur l'île Buka, qui règle le problème de rayon d’action des chasseurs du 2e Kōkūtai. Le 1er novembre, l’unité est renommée pour devenir le 582e Kōkūtai.

### 582eKōkūtai

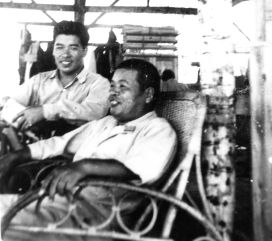
Sakae Yamamoto (à droite), commandant du Kōkūtai, et le lieutenant Usaburo Suzuki.

Au moment de son changement de nom, l’unité est engagée dans des patrouilles de convoi au-dessus des transports naviguant vers Guadalcanal. Le 582e Kōkūtai fait ensuite partie de l'escorte d'un convoi vers Lae, après quoi il aide à couvrir le retrait japonais de Guadalcanal à partir de la fin janvier 1943, en opérant depuis les bases de Buin (en) et de Munda.
Au cours de l'opération I-go en avril, le 582e Kōkūtai prend part à des attaques sur des navires alliés au large de Guadalcanal et sur des cibles à Port Moresby et dans la baie de Milne. Le groupe remporte 28 victoires aériennes au cours des mois de mai et juin, puis 17 supplémentaires lors de la défense de Buin, le 5 juin. Le 16 juin, 16 chasseurs et 24 bombardiers en piqué du 582e Kōkūtai, dirigés par le capitaine de corvette Saburō Shindō (ja), rejoignent d'autres unités pour une attaque au large de Lunga Point, où ils abattent quatre avions alliés, au prix de quatre Zeros et de huit bombardiers en piqué abattus.
Après le débarquement de Rendova (en) le 30 juin, de très violents combats se déroulent dans la partie centrale des îles Salomon. Le 582e Kōkūtai est très impliqué jusqu'au 12 juillet, date de la dernière mission de l'unité. Le 1er août, l'unité est dissoute, ses pilotes étant soit renvoyés au Japon, soit transférés aux 201e ou 204e Kōkūtai (en). L'unité de chasseurs du 582e Kōkūtai a alors remporté environ 220 victoires aériennes au cours de son existence.

## Commandants
Un Kōkūtai est divisé en plusieurs niveaux de commandement. Le terme lui-même désigne à la fois l'unité aérienne mais aussi son personnel au sol et la base aérienne qui l'abrite. Cet ensemble est commandé par un Shirei. Le personnel navigant forme quant à lui un groupe désigné sous le nom d'Hikōtai et commandé par un hikōtaichō (en).
Shirei :
- Capitaine de frégate Sakae Yamamoto

Hikōtaichō :
- Lieutenant de vaisseau Fumito Inoue (en) (mai 1942 - avril 1943)
- Lieutenant de vaisseau Tatsuo Takahata (avril 1943 - juin 1943)
- Lieutenant de vaisseau Saburō Shindō (ja) (juin 1943 - août 1943)